# Austrolimnophila nebrias
Austrolimnophila nebrias là một loài ruồi trong họ Limoniidae. Chúng phân bố ở miền Australasia.